# ساندرین بونر
ساندرین بونر (فرانسوی: Sandrine Bonnaire‎؛ زادهٔ ۳۱ مهٔ ۱۹۶۷) هنرپیشه، کارگردان و فیلم‌نامه‌نویس اهل فرانسه است. وی از سال ۱۹۸۲ میلادی تاکنون مشغول فعالیت بوده و تا کنون در بیش از ۴۰ فیلم شامل فیلم‌های هالیوودی حضور داشته است.
از جمله فیلم‌هایی که وی در آن نقش داشته است، می‌توان به برای عشق‌هایمان، زیر آفتاب شیطان و پلیس به کارگردانی موریس پیالا (هر سه عنوان) اشاره کرد.